# تریس (۱٫۳دی کلرو-۲-پروپیل) فسفات
تریس(۱٫۳دی کلرو-۲-پروپیل) فسفات (به انگلیسی: Tris(1,3-dichloro-2-propyl)phosphate) یک ترکیب شیمیایی است.
شکل ظاهری این ترکیب، مایع بی‌رنگ است.